# Stiliani Christodulu
Stiliani Christodulu (gr. Στυλιανή Χριστοδούλου, ur. 19 lipca 1991 w Atenach) – grecka siatkarka, reprezentantka kraju, grająca na pozycji rozgrywającej.
Jest córką Christosa Christodulu i siostrzenicą Fanisa Christodulu, którzy obaj byli koszykarzami. Natomiast jej siostra Eleni, również jest siatkarką.

## Przebieg kariery
| 2006–2011                 | Panellinios GS                |
| 2011–2020 (do 22.12.2020) | Olympiakos Pireus             |
| 2020–2021 (od 23.12.2020) | Aydın Büyükşehir Belediyespor |
| 2021–2023                 | Olympiakos Pireus             |
| 2023–                     | A.O. Thiras                   |

## Sukcesy klubowe
Mistrzostwo Grecji:
- 2013, 2014, 2015, 2016, 2017, 2018, 2019, 2020[3]
- 2012, 2022[4], 2023[5]
- 2007

Puchar Grecji:
- 2012, 2013, 2014, 2015, 2016, 2017, 2018, 2019

Puchar Challenge:
- 2018
- 2017

## Sukcesy reprezentacyjne
Igrzyska Śródziemnomorskie:
- 2018

## Nagrody indywidualne
- 2014: MVP Pucharu Grecji[6]
- 2017: MVP Ligi Grecji[7]
- 2018: MVP Pucharu Challenge[8]
- 2019: MVP Pucharu Grecji[9]
- 2019: MVP Ligi Grecji[10]